# Verbandsgemeinde Altenahr
Die Verbandsgemeinde Altenahr ist eine Gebietskörperschaft im Landkreis Ahrweiler in Rheinland-Pfalz. Sie umfasst den mittleren Teil des Landkreises. Der Verbandsgemeinde gehören zwölf eigenständige Ortsgemeinden an, der Verwaltungssitz ist in der namensgebenden Ortsgemeinde Altenahr.

## Verbandsangehörige Gemeinden
| Ortsgemeinde              | Fläche (km²) | Einwohner |
| ------------------------- | ------------ | --------- |
| Ahrbrück                  | 12,56        | 1.097     |
| Altenahr                  | 14,84        | 1.490     |
| Berg                      | 19,05        | 1.306     |
| Dernau                    | 5,72         | 1.389     |
| Heckenbach                | 27,34        | 237       |
| Hönningen                 | 10,02        | 1.038     |
| Kalenborn                 | 4,33         | 717       |
| Kesseling                 | 31,17        | 558       |
| Kirchsahr                 | 6,10         | 353       |
| Lind                      | 12,35        | 569       |
| Mayschoß                  | 5,66         | 765       |
| Rech                      | 4,69         | 519       |
| Verbandsgemeinde Altenahr | 153,82       | 10.038    |

(Einwohner am 31. Dezember 2023)

## Geschichte
Die Verbandsgemeinde entstand 1968 im Rahmen der rheinland-pfälzischen Funktional- und Gebietsreform aus dem  ehemaligen Amt Altenahr, das in dieser Form seit 1936 bestanden hatte. Zu einer Vergrößerung des Verbandsgebietes kam es 1974, als die zuvor zur Verbandsgemeinde Ringen gehörende Ortsgemeinde Kalenborn zur Verbandsgemeinde Altenahr wechselte. Weitere Gebietsänderungen innerhalb der Verbandsgemeinde erfolgten durch freiwillige Eingliederungen von Obliers und Plittersdorf nach Lind, Liers nach Hönningen sowie Staffel nach Kesseling.
Im Juli 2021 wurde das Gebiet der VG Altenahr vom Hochwasser in West- und Mitteleuropa 2021 schwer getroffen.

## Bevölkerungsentwicklung
Die Entwicklung der Einwohnerzahl bezogen auf das Gebiet der heutigen Verbandsgemeinde Altenahr; die Werte von 1871 bis 1987 beruhen auf Volkszählungen:
| Jahr | Einwohner |
| 1815 | 6.888     |
| 1835 | 8.251     |
| 1871 | 7.818     |
| 1905 | 8.723     |
| 1939 | 8.351     |
| 1950 | 8.706     |

| Jahr | Einwohner |
| 1961 | 9.765     |
| 1970 | 10.623    |
| 1987 | 10.547    |
| 1997 | 11.467    |
| 2005 | 11.546    |
| 2023 | 10.038    |

## Verbandsgemeinderat
- SPD: 3
- Grüne: 4
- FDP: 1
- FWG: 6
- CDU: 14

Der Verbandsgemeinderat Altenahr besteht aus 28 ehrenamtlichen Ratsmitgliedern, die bei der Kommunalwahl am 9. Juni 2024 in einer personalisierten Verhältniswahl gewählt wurden, und dem hauptamtlichen Bürgermeister als Vorsitzendem.
Die Sitzverteilung im Verbandsgemeinderat:
| Wahl | SPD | CDU | Grüne | FDP | FWG | Gesamt   |
| ---- | --- | --- | ----- | --- | --- | -------- |
| 2024 | 3   | 14  | 4     | 1   | 6   | 28 Sitze |
| 2019 | 3   | 12  | 5     | 2   | 6   | 28 Sitze |
| 2014 | 5   | 18  | 4     | 1   | –   | 28 Sitze |
| 2009 | 5   | 17  | 3     | 3   | –   | 28 Sitze |
| 2004 | 5   | 20  | 3     | 0   | –   | 28 Sitze |

- FWG = Freie Wählergruppe im Bereich der Verbandsgemeinde Altenahr

## Bürgermeister
Dominik Gieler wurde am 2. Juni 2022 Bürgermeister der Verbandsgemeinde Altenahr. Bei der Direktwahl am 8. Mai 2022 war er mit einem Stimmenanteil von 93,4 % gewählt worden.
Gielers Vorgängerin Cornelia Weigand (unabhängige Kandidatin) war am 10. März 2019 mit einem Stimmenanteil von 60,9 % zur Bürgermeisterin gewählt worden und trat ihr Amt am 1. Juli 2019 an. Damit wurde sie Nachfolgerin von Achim Haag (CDU), der nach 24 Jahren im Amt nicht mehr erneut kandidiert hatte. Eine vorzeitige Neuwahl wurde notwendig, da Weigand im Januar 2022 zur Landrätin des Landkreises Ahrweiler gewählt wurde und ihr neues Amt am 18. Februar 2022 antrat. Von 1975 bis 1995 hatte Hermann Heiser das Amt des Bürgermeisters der Verbandsgemeinde inne.

## Wappen
| Wappen von Verbandsgemeinde Altenahr | Blasonierung: „Das gespaltene Wappen zeigt einen halben silbernen Adler mit goldener Krone im roten Feld sowie ein schwarzes Kreuz im silbernen Feld.“ |
| Wappen von Verbandsgemeinde Altenahr | Wappenbegründung: Das schwarze Kreuz im silbernen Feld weist auf die rund 550-jährige Zugehörigkeit zu Kurköln hin. Der silberne Adler im roten Feld steht für zwei historische Tatbestände: Zum einen der Hinweis auf die preußische Zeit von 1815 bis 1945, zum anderen mit der beigefügten goldenen Krone auf die Grafen von Are (Aar-Adler), zu deren Grafschaft Altenahr und das Umland vom 11. bis 13. Jahrhundert gehörten. |

## Kommunalpartnerschaften
Die Verbandsgemeinde Altenahr unterhält Partnerschaften mit der ungarischen Gemeinde Mártély und seit 2002 mit der belgischen Gemeinde Sint-Pieters-Leeuw.